# Red Barry
Red Barry est une bande dessinée policière de l'Américain Will Gould (en) diffusée par King Features Syndicate de 1934 à 1938 sous forme de comic strip, et brièvement reprise en 1940 dans de petits livrets de huit pages hebdomadaires ajoutés aux journaux.
Inspirée par Dick Tracy de Chester Gould (sans lien de parenté avec Will Gould), ce comic strip violent narrait les aventures de l'agent Red Barry contre la pègre d'une grand ville rappelant New York.
Red Barry a été adapté en un serial homonyme (en) de treize épisodes diffusé en 1938 avec Buster Crabbe dans le rôle-titre.